# Sinclair Daniel
Sinclair Daniel, född 5 april 1997, är en amerikansk skådespelare.
Daniel har bland annat medverkat i filmerna Insidious: The Red Door och One December Night. Hon har även medverkat i TV-serien The Other Black Girl.

## Filmografi (i urval)
- 2021 – One December Night
- 2023 – Insidious: The Red Door
- 2023 – The Other Black Girl (TV-serie)